# Fernand Debonnaires

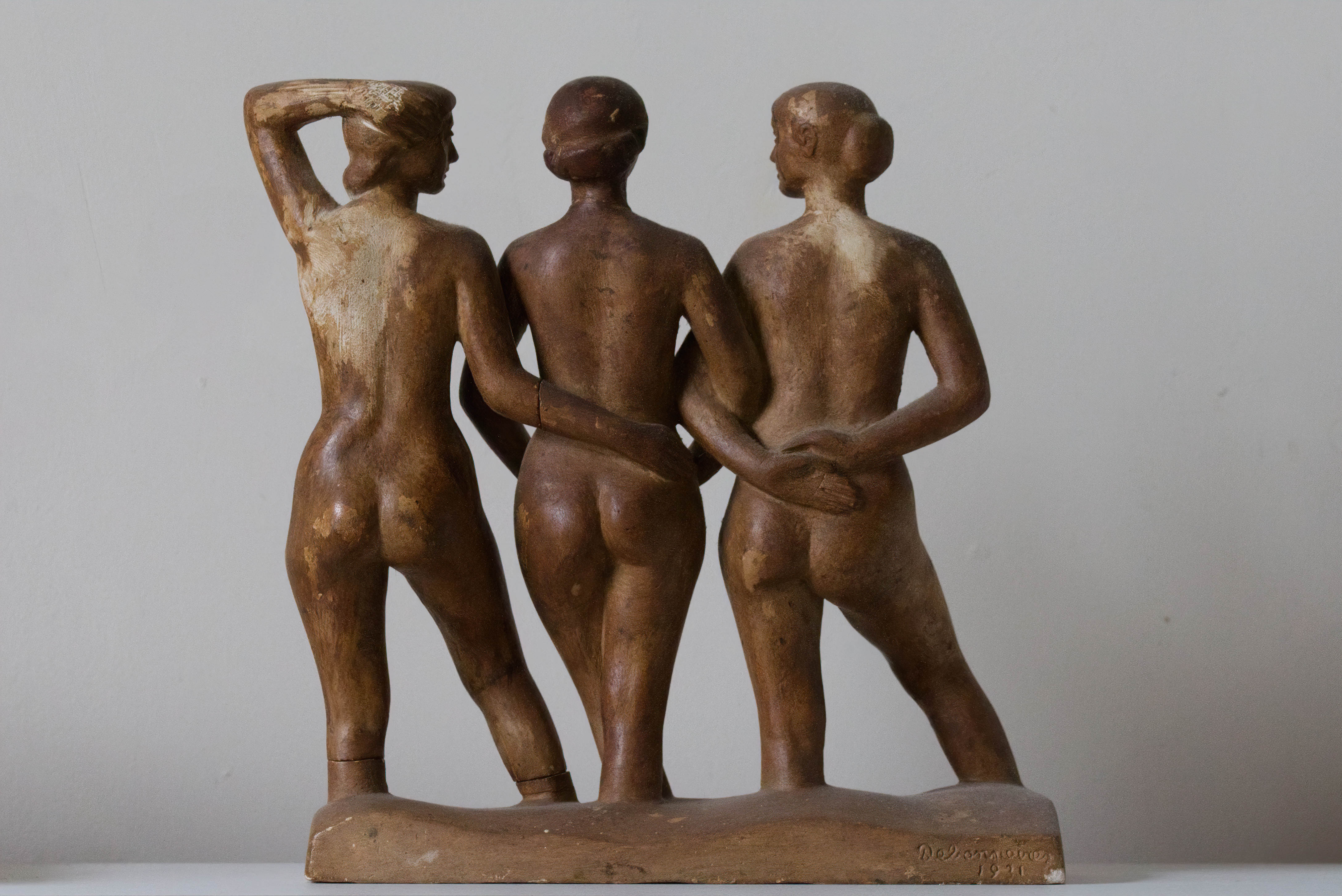
Les trois baigneuses - Fernand Debonnaires (1931)

Fernand Debonnaires (Sint-Gillis 8 januari 1907 - Sint-Idesbald 14 februari 1997) was een Belgische beelhouwer en schilder. 
Vanaf 1918 volgt hij studies aan de Koninklijke Academie voor Schone Kunsten van Brussel, onder leiding van Isidore De Rudder, Paul Dubois en Victor Rousseau. Hij studeert af in 1926. Studiereizen maakt hij naar Parijs, Londen, Rome en de Franse kathedralen. Hij behaalt meerdere prijzen waaronder de prijs van de provincie Brabant in 1926, de Godecharleprijs in 1928 en de Rubensprijs in 1933. Omdat hij al vroeg succes heeft worden zijn beelden al vóór 1930 door binnen- en buitenlandse musea aangekocht en in 1931 verschijnt een tekst over hem in Cahiers de Belgique. In 1931 wordt hij opgenomen in de tentoonstelling La Nouvelle Génération bij de Galerie Georges Giroux in Brussel. In 1935 is hij ruim vertegenwoordigd bij Kunst van Heden in Antwerpen. 
Hij neemt deel aan de wereldtentoonstelling in Brussel in 1935 en in New York in 1939. Voor de tentoonstelling in Parijs in 1937 ontwerpt hij in samenwerking met de architect Schmitz en de smid Alexandre een monumentaal kerkelijk hekwerk van smeedijzer. Hij toont er ook figuratieve ceramiek. Meerdere sculpturen voor kerken, waaronder reusachtige Romaans geïnspireerde madonna’s: voor Doornik (1936) en de abdij van Orval (1948).
Tot zijn andere openbare opdrachten behoren een brons voor het gebouw van C.E.R.I.A. in Brussel (1954), het herdenkingsmonument voor het verzet van het spoorwegpersoneel in het Brusselse Centraal Station, waaraan hij van 1949 tot 1954 werkte, en het monument voor de componist Jean Absil in Bon-Secours (1968). Zijn monumenten steunen op kwaliteiten als overzichtelijkheid en logica in de opbouw, essentie en een traag ritme in lijnen en vlakken. In zijn vrij werk, vooral in kleine formaten, kan een soortgelijke plastische zuivering en versobering soms een sterk voelbare innerlijkheid evoceren. Dit animisme zet rond 1935 in, na een realistische periode, waarin vooral enkele bronzen zelfportretten opvallen. Aanvankelijk bezit het een persoonlijk, eerder primitief en archaïserend dan classicistisch karakter. De eerste , op de animistische stukken zijn in steen gehouwen. Wanneer zijn werk rond 1940 zachter wordt, is hij op zijn best in terracotta of gips, die na het bakken verder worden bewerkt. Naast koppen met een voor hem kenmerkend gelaatstype, ontstaan vrouwelijke naakten in brons zoals de drie versies van de levensgrote, staande Argeloze uit 1935, 1936 en 1943. Hij exposeert bij Giroux, met de groep Orientations, op de biënnales van Venetië en het Middelheimmuseum en in het buitenland tot buiten Europa.
In 1951 wordt hij leraar in de beeldhouwkunst benoemd aan de academie in Brussel. In 1975 wordt hij lid van de Koninklijke Academie van België. Debonnaires verlaat Brussel in 1977 om zich te vestigen in zijn buitenverblijf in Sint-Idesbald, waar hij teruggetrokken rust tot afsluiting van een vrij introvert en eenzelvig leven.